# Страта новозеландців на Тараві
Страта новозеландців на Тараві — воєнний злочин, вчинений японцями на тихоокеанському атолі Тарава під час Другої світової війни.
У травні 1941 року, з огляду на зростаючу ворожість у відносинах з Японією, вирішили створити мережу новозеландських спостерігачів на островах Гілберта та Елліс, які лежали на південний схід від японських володінь у Мікронезії. Персонал набрали серед цивільних радіографістів поштового відомства та солдат резервної служби, втім, всі вони вирушали на завдання без зброї. Доставку спостерігачів здійснив тральщик HMFS Viti.
У грудні 1941 року японці відвідали кілька атолів у північній частині архіпелагу Гілберта — від Бутарітарі (Макіну) на півночі до Тарави на півдні, заарештували спостерігачів, які несли тут службу, та відправили їх до Японії. При цьому на Макіні організували базу гідролітаків, на яку в серпні 1942 року здійснили рейд американці, котрі знищили дві третини невеликого гарнізону та підірвали склад авіаційного пального. Це підштовхнуло японців до встановлення надійнішого контролю над островами Гілберта, зокрема, на початку вересня вони висадилися на атолі Абемама, а наприкінці вересня — на початку жовтня побували на шести атолах у південній частині архіпелагу. Усі ще існуючі спостережні пости новозеландців ліквідували, а полонених спостерігачів загальним числом 17 доставили на Тараву (тепер тут вирішили облаштувати головну базу в архіпелазі). Сюди ж було доправлено шістьох європейців (включаючи одного новозеландського спостерігача) із розташованого західніше від островів Гілберта острова Оушен (Банаба), захопленого наприкінці серпня. Зібрані на Тараві полонені використовувалися на примусових роботах під наглядом озброєних корейців, котрі належали до будівельних частин японського флоту.
15 жовтня 1942 року американський важкий крейсер «Портленд» провів обстріл Тарави. У повітря також були підняті два літаки з крейсера. Один із полонених спробував втекти та почав привертати увагу пілотів, за що був застрелений корейським охоронцем.
Після цього настала головна частина розправи з полоненими. Чи то з помсти за рейд «Портленду», чи то як покарання за спробу одного з них втекти, всіх їх стратив японський начальник будівельників. Страта була проведена шляхом відокремлення голови мечем.